# Heures de Jacques IV d'Écosse
Les Heures de Jacques IV d'Écosse sont un livre d'heures manuscrit enluminé datant du premier quart du XVIe siècle, conservé à la Bibliothèque nationale autrichienne de Vienne (Autriche). Il a été exécuté pour le roi Jacques IV d'Écosse et sa femme Marguerite Tudor.

## Historique
Le manuscrit a été commandé entre 1503, date du mariage entre le roi Jacques IV d'Écosse et Marguerite Tudor, fille d'Henri VII d'Angleterre et 1513, date de la mort du roi, puisque tous deux y sont représentés en portrait. Il a sans doute été commandé par le roi pour en faire un cadeau de mariage à sa femme : plusieurs éléments décoratifs se retrouvent dans le document officiel du contrat de mariage des deux époux (Public Record Office, E39/81) et plusieurs indices n'étaient compréhensibles que pour la cour écossaise. L'ouvrage faisait partie des nombreux cadeaux et festivités offerts à l'occasion d'une alliance censée sceller la paix entre l'Écosse et l'Angleterre. Cependant, aucun texte ne fait allusion au mariage, le livre a donc peut-être été commandé avant le projet de mariage, mais achevé pour correspondre aux noces.
Le manuscrit est légué à Marie Tudor, la sœur de Marguerite. Il est acquis par Léopold Ier du Saint-Empire au XVIIe siècle, et entre ainsi dans la bibliothèque impériale Habsbourg. Il est toujours conservé à la Bibliothèque nationale autrichienne.

## Description
Le manuscrit contient 19 miniatures en pleine page, 46 petites miniatures et 2 lettrines historiées, mais aussi des bordures enluminées sur chaque page, dont 9 sont historiées. Il contient aussi 12 pages de calendrier décorées d'un décor architectural contenant de petites scènes ainsi que des paysages inhabités en partie inférieure.
Seules deux miniatures sont attribuées au Maître de Jacques IV d'Écosse qui doit son nom à ce manuscrit, dont l'œuvre a été réunie par l'historien de l'art allemand Friedrich Winkler. Cet artiste est généralement identifié à Gerard Horenbout. Il s'agit du portrait de Jacques IV (f.24v) et de la Fuite en Égypte (f.104v). Les autres peintures sont l'œuvre de son atelier ou d'autres artistes secondaires non identifiés. 